# Вощанцы
Вощанцы (укр. Вощанці) — село в Рудковской городской общине Самборского района Львовской области Украины.
Население по переписи 2001 года составляло 586 человек. Занимает площадь 6,53 км². Почтовый индекс — 81432. Телефонный код — 3236.